# Idaea allardiata
Idaea allardiata là một loài bướm đêm trong họ Geometridae.